# Жебрівський Павло Іванович
Павло́ Іва́нович Жебрі́вський (нар. 21 березня 1962, с. Немиринці, Ружинський район, Житомирська область, Українська РСР) — український політик, президент ГС «Всеукраїнське військово-цивільне об'єднання „Бойове братерство України“».
Народний депутат Верховної Ради України IV, V та VI скликань, голова Житомирської обласної державної адміністрації (2005), голова антикорупційного управління Генеральної прокуратури України (2015), голова Донецької обласної військово-цивільної адміністрації (з 2015 по 2018), аудитор Національного антикорупційного бюро України (з 13 червня 2018 по 15 листопада 2018-го). З 2019 року — президент військово-цивільної спілки «Бойове Братерство України»[значущість факту?]. Автор книг: «Жити по-людськи», «Роздуми», «Погляд на національну ідею» та «Маніфест Українців». Ці книги — власні думки та ідеї, бачення побудови Української України, погляд на національну ідею, на військово-цивільну модель утвердження української державності, план Перемог і миру.
Засновник проєкту фінансової підтримки малого і середнього бізнесу «Український донецький куркуль», програми «Єдиний український культурний простір», «українізації міст» у Донецькій області.

## Дитинство
Народився в українсько-польській сім'ї. За його власними словами, вважає себе «українцем польського походження».
Батько — Іван Павлович Жебрівський працював водієм на заводі у колгоспі села Немиринці. Іван Павлович Жебрівський з 22 червня 1942 року воював під час Другої світової війни, брав участь у штурмі Берліна. Отримав бойові нагороди — «Орден Красной звезды», медаль «За боевые заслуги», орден «Отечественной войны 2 ст.», медалі «За оборону Сталинграда», «За освобождение Варшавы», «За взятие Берлина», «За победу над Германией» та ін.
Мати — Яніна Іванівна Жебрівська працювала буряківницею у колгоспі.
У батьків було  шестеро дітей — п'ятеро доньок і один син — Павло Жебрівський.
У 1979 — закінчив Немириненську середню школу Ружинського району Житомирської області

## Кар'єра
1979—1980 — розформовник заводу залізобетонних конструкцій комбінату «Будіндустрія» у м. Київ.
1980—1982 — служба в армії
1989 — закінчив Київський національний університет імені Тараса Шевченка, отримав фах юриста.
1983—1991 — робота в правоохоронних органах, починав з міліціонера патрульно-постової служби, закінчив старшим слідчим Управління внутрішніх справ, місто Київ.
Листопад 1991 — квітень 2002 — підприємницька діяльність.
1993—1994 — генеральний директор МП «Джая», Київ.
1994—2001 — генеральний директор ПП «Ян», Київ.
З 2001 по квітень 2002 — президент ЗАТ «Фармація-2000» (Київ).

## Політична кар'єра
- З квітня 2002 по липень 2005 — Народний депутат України 4-го скликання, заступник голови Комітету з питань охорони здоров'я, материнства та дитинства. Виборчий округ № 65, Житомирська область, самовисування.
- З 4 лютого по 19 грудня 2005 — призначений головою Житомирської облдержадміністрації[5][6]. За час перебування на посаді запровадив проєкт національно-патріотичного виховання «Маленький українець». За його сприяння відновлено роботу дитячих садочків, проведено модернізацію шкіл. За період перебування на посаді голови облдержадміністрації залучив до бюджету області більше 50 млн євро іноземних інвестицій. Провів газифікацію сільських населених пунктів Житомирської області. Розпочав будівництво автобану Київ-Варшава.
- З 2006 року Народний депутат України 5-го скликання від блоку «Наша Україна». Перший заступник голови Комітету, голова підкомітету Комітету Верховної Ради України підкомітету державного боргу, запозичень, інвестиційних проєктів Комітету Верховної Ради України з питань бюджету (з липня 2006). Склав депутатські повноваження 08 червня 2007 року.
- З листопада 2007 по листопад 2012 року був народним депутатом 6-го скликання від блоку «Наша Україна — Народна Самооборона». Будучи членом Комітету з питань бюджету, займав посаду голови підкомітету з питань видатків державного бюджету Комітету Верховної Ради України з питань бюджету.
- У березні 2009 року зібрав команду однодумців і створив ідеологічну політичну партію «Українська платформа». Згодом став ініціатором об'єднання з Українською республіканською партією «Собор».
- На XVIII з'їзді Української республіканської партії «Собор» від 3 грудня 2011 року Павла Жебрівського обрано Головою політичної партії Українська платформа «Собор».
- У серпні 2014 року Павло Жебрівський склав повноваження голови партії, та відбув служити добровольцем у зону АТО у званні старшого сержанта [6, 7].
- З серпня 2014 року по січень 2015 року служив добровольцем у зоні АТО старшим сержантом. Воював  разом із своїми земляками з Новоград-Волинського 54-го окремого розвідувального батальйону. Брав участь у боях із терористами під Дебальцевим та інших містах Донеччини та Луганщини.
- У січні 2015 року був демобілізований. Після цього очолив управління Генеральної прокуратури України з розслідування корупційних злочинів, вчинених службовими особами, які займають особливо відповідальне становище. За час роботи в управлінні ГПУ провів досудове розслідування по 40 провадженнях. За 4 місяці слідчі управління повідомили про підозру 17 особам, серед яких народний депутат, судді апеляційного та місцевого судів, адвокат, працівник прокуратури, податкової міліції, керівники державного підприємства. Крім того, були підготовлені повідомлення про підозру щодо народних депутатів та високопосадовців МВС України. Оголошено в розшук 6 осіб.
- 11 червня 2015 року Президент України призначив Павла Жебрівського головою Донецької обласної військово-цивільної адміністрації. Головним завданням Павла Жебрівського на новій посаді стало повернення Донеччини в єдиний український простір. Задля його виконання впроваджено соціальні, економічні і культурні проєкти. Під керівництвом Павла Жебрівського проведено «українізацію міст», розроблено проєкт «єдиний український культурний простір», створені сприятливі умови для навчання і розвитку молоді та створені можливості для роботи економічного сектора (бізнесу) на території області.

В економічній сфері залучено до обласного бюджету міжнародні інвестиції. Під керівництвом Павла Жебрівського започатковано проєкт фінансової підтримки малого і середнього бізнесу на території Донецької області  під назвою «Українській донецький куркуль».
В соціальній сфері створено новий сучасний освітній простір з сучасними дитячими садками і опорними школами. Придбано 185 одиниць житла для дітей-сиріт та дітей, позбавлених батьківського піклування і створено 6 будинків сімейного типу. Побудовано 115 спортивних та 209 тренажерних майданчиків на території області. Відкрито 80 інноваційних центрів розвитку для дітей та молоді. У сфері охорони здоров'я відкрито Обласне відділення гемодіалізу, 8 кабінетів комп'ютерної томографії, фапи[усталений термін?].
В екологічній сфері закуплено 41 одиницю спецтехніки та 1 установку для перероблення та знешкодження ртутьвмісних відходів. Розпочато будівництво регіональних полігонів твердих побутових відходів у містах Краматорськ, Курахове, Волноваха. Відкрито очисні споруди у місті Костянтинівка, Бахмутському та Добропільському районах. Впроваджено першу в Україні автоматизовану систему моніторингу довкілля, яка відповідає вимогам директив ЄС. Побудовані нові парки, сквери.
Відновлення і побудова інфраструктури на території Донецької області: оновлено стели на в'їздах до області, побудовані нові зупинки. Придбано 20 тролейбусів та 21 трамвай. Виконано ремонти 153 доріг комунальної форми власності. Відремонтовано 8 мостів та шляхопроводів. Придбано 41 одиницю комунальної техніки.
Підвищення якості  врядування: Відкрито 4 оновлених центри надання адміністративних послуг, у 27 ЦНАПах забезпечено діяльність, що дозволило у 4 рази збільшити кількість відвідувачів та зменшити час обслуговування. Відкрито 6 центрів безпеки громадян.
Подолання наслідків АТО: Відновлено понад 700 житлових будинків та споруд соціальної сфери на території бойових дій, лінії розмежування. Відновлено та створено альтернативну систему мереж електропостачання та заведено з території підконтрольній Україні: с. Зайцеве, с. Травневе, с. Гладосове та м. Авдіївка. Підведено газопровід до м. Торецьк. Відремонтовано насосну станцію першого підйому в с. Семенівка, яка постачає технічну воду на територію всієї Донецької області. Побудовано газопровід у м. Авдіївка.
Розвиток громадянського суспільства: декомунізовано 109 населених пунктів, 1950 вулиць та інших об'єктів топоніміки. Проведено українізацію міст — чотири міста Донеччини (Дружківка, Покровськ, Вугледар, Мирноград) провели 100 % заміну об'єктів топоніміки.
Схвалено концепцію розвитку Єдиного українського культурного простору. Реалізовано 26 спільних проєктів з іншими областями України. Започатковано проведення Дня Європи. Проведено перший офіцерський бал за останні 100 років.
- 11 червня 2018 року подав у відставку з посади голови Донецької обласної військово-цивільної адміністрації.
- 13 червня 2018 року Указом Президента України звільнений з посади голови Донецької обласної державної адміністрації, згідно з поданою ним заявою.
- 19 червня 2018 року Президент України П. Порошенко призначив Павла Жебрівського одним із трьох аудиторів НАБУ. Для виконання повноважень аудитора НАБУ розроблено аудиторами пропозиції та проєкти законів та положень, які подано до Адміністрації Президента, Верховної Ради, Кабінету Міністрів. Жодна з інституцій не розглянула пропозиції аудиторів, що унеможливило виконання їх обов'язків.
- 15 листопада 2018 року Павло Жебрівський подав у відставку у зв'язку з відсутністю правових підстав виконання аудиторської діяльності.
- Павло Жебрівський у своїй заяві про відставку зазначив: «Бездіяльність — не моє амплуа. 15.11.18 я направив заяву про складання своїх повноважень аудитора НАБУ до Адміністрації Президента України і з сьогоднішнього дня вважаю себе вільним від цих обов'язків. Я поновлюю свою участь у політичному процесі, у тому числі — для боротьби з корупцією».

## Нагороди
Орден князя Ярослава Мудрого V кл. (13 червня 2018) — за значний особистий внесок у державне будівництво, багаторічне сумлінне служіння Українському народу.

## Родина
Сестра — Філя Жебровська (нар. 1950), генеральний директор ВАТ «Фармак»; дружина — Валентина, економіст; дочка — Ганна (1989); син — Ян (1994).

### Захоплення
Любить читати. У домашній бібліотеці понад 2000 книжок. У 2014 році Павло Жебрівський презентував власну книгу «Жити по-людськи», в якій запропонував власне бачення реформування країни.